# Ivica Gvozden
Ivica Gvozden (Bugojno, 1968.), hrvatski nogometaš iz Bosne i Hercegovine. Bavio se i malim nogometom.

## Karijera
Seniorsku karijeru započeo je 1986. matičnom drugoligašu Iskri. Iz Iskre prelazi u beogradski Rad, a kasnije igrao u zagrebačkoj Croatiji. Za Croatiju je zabilježio tek četiri prvenstvena nastupa. Nakon Croatije, igra za Slaven Belupo te odlazi u njemački Chemnitzer. Godine 1997. se vraća u Hrvatsku, u HNK Šibenik. Karijeru završava u Grudama.

## Vanjske poveznice
- Profil na transfermarkt.com
- Profil  Arhivirana inačica izvorne stranice od 15. travnja 2018. (Wayback Machine) na chemnitzerfc.de